# Bannmühle (Lichtenwald)
Die Bannmühle ist ein zum Ortsteil Hegenlohe der Gemeinde Lichtenwald im Landkreis Esslingen in Baden-Württemberg gehörender Wohnplatz.

## Geographie
Die Bannmühle liegt im Reichenbachtal am Bannmühlentalweg zwischen Baltmannsweiler auf der rechten und Hegenlohe auf der linken Talhöhe. Ihre Gebäude stehen unter Waldhängen südlich der alten Steinbrücke im Landschaftsschutzgebiet Mittlerer Schurwald.

## Geschichte

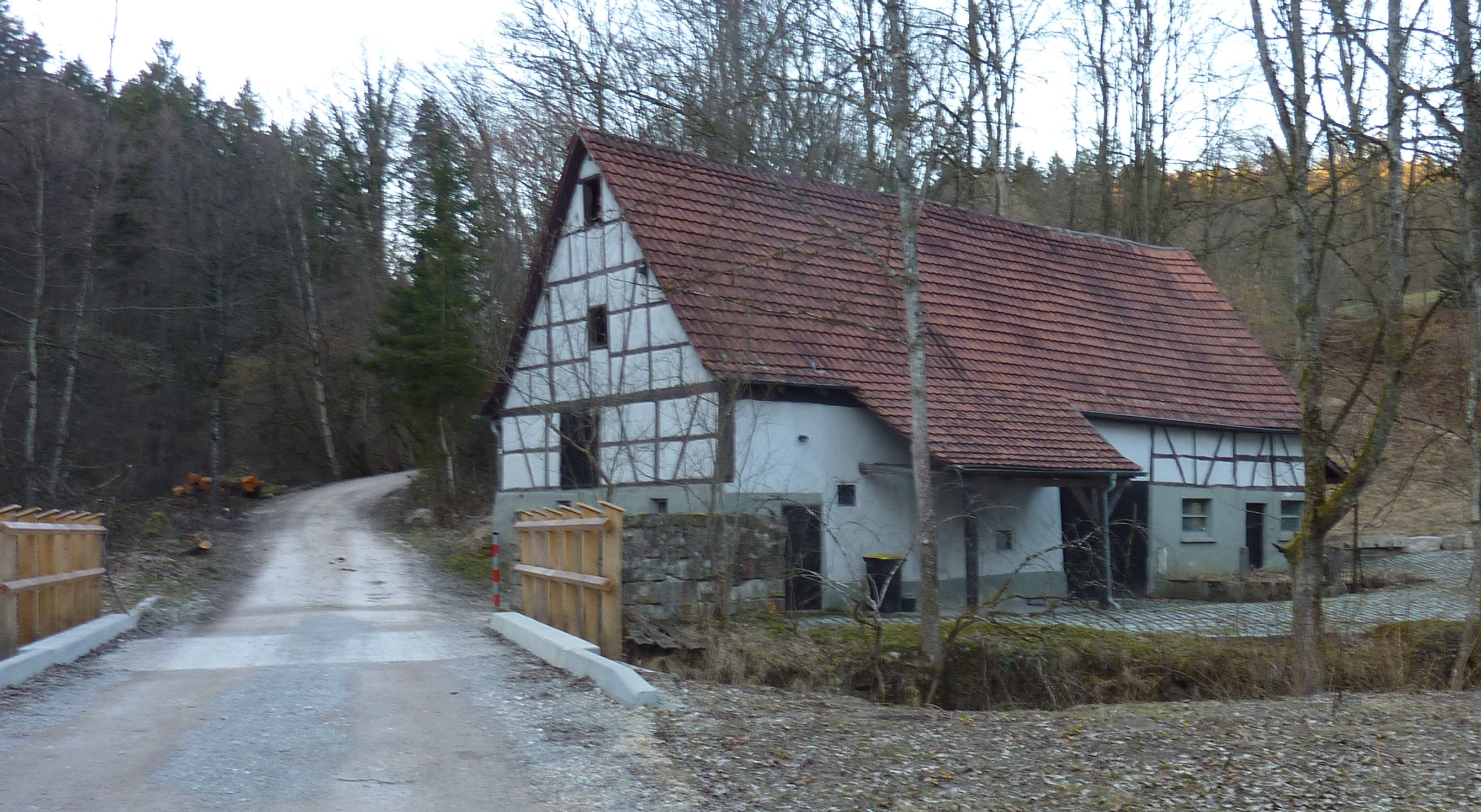

Die Bannmühle ist die ältere der beiden Mühlen (Bannmühle und Ölmühle). Sie wird 1402 als Besitz der Probstei Nellingen erstmals genannt. Sie arbeitete bis zum Dreißigjährigen Krieg, in dem sie abbrannte, und danach wieder von 1675 bis 1932. Während dieser drei Jahrhunderte befand sich die Mühle im Besitz der Familie Specht. Die Bezeichnung Bannmühle hängt mit dem herrschaftlichen Mühlrecht Württembergs zusammen. Es bedeutete, dass die Einwohner von Baltmannsweiler, Hegenlohe, Hohengehren und Thomashardt ihr Getreide dort bis zur Ablösung dieses Bannrechtes 1849 mahlen lassen mussten. Die zweite Mühle diente zwischen 1772 und 1854 als Ölmühle, bis 1867 als Knochenmühle und seither als Sägemühle.

## Verkehr
Von der Landesstraße L 1151 zwischen Reichenbach und Lichtenwald biegt am Fuß des Schurwaldabhangs der Bannmühletalweg als Forstweg in das Tal des Reichenbachs ab.